# Tanda (Ambedkar Nagar)
Tanda – miasto w północnych Indiach w stanie Uttar Pradesh, na Nizinie Hindustańskiej.
Populacja miasta w 2001 roku wynosiła 83 079 mieszkańców.